# Saison 1938-1939 de la LNH
Saison précédente Saison suivante
La saison 1938-1939 est la 22e saison régulière de la Ligue nationale de hockey. Chacune des sept équipes a participé à 48 matchs.

## Saison régulière
À la fin de la saison précédente, la ligue et les différents clubs se sont réunis afin de décider ensemble de l'avenir des Maroons de Montréal. La proposition de la ligue de déménager la franchise à Saint-Louis est refusée, la franchise dissoute et les joueurs sont en grande majorité repris par les voisins des Canadiens de Montréal. Ainsi comme il ne restait plus que sept équipes, la Ligue décide de repasser à une unique division et donc le trophée O'Brien change encore une fois de signification : il devient le trophée offert à l'équipe vaincue en finale de la Coupe Stanley.
Au début de la saison, les Bruins de Boston vendent leur gardien vedette Tiny Thompson, quadruple vainqueur du trophée Vézina aux Red Wings de Détroit. À la place, ils titularisent la recrue Frank Brimsek qui termine la saison avec dix blanchissages et devient le premier gardien a remporter la même année le trophée Calder et le trophée Vézina.

### Classement final
Les six premières équipes sont qualifiées pour les séries éliminatoires.
| Clt   | Équipe                 | PJ | V  | D  | N  | BP  | BC  | Pts |
| ----- | ---------------------- | -- | -- | -- | -- | --- | --- | --- |
| +001, | Bruins de Boston       | 48 | 36 | 10 | 2  | 156 | 76  | 74  |
| +002, | Rangers de New York    | 48 | 26 | 16 | 6  | 149 | 105 | 58  |
| +003, | Maple Leafs de Toronto | 48 | 19 | 20 | 9  | 114 | 107 | 47  |
| +004, | Americans de New York  | 48 | 17 | 21 | 10 | 119 | 157 | 44  |
| +005, | Red Wings de Détroit   | 48 | 18 | 24 | 6  | 107 | 128 | 42  |
| +006, | Canadiens de Montréal  | 48 | 15 | 24 | 9  | 115 | 146 | 39  |
| +007, | Black Hawks de Chicago | 48 | 12 | 28 | 8  | 91  | 132 | 32  |

- Vainqueur du trophée Prince de Galles
- Qualifié pour les séries éliminatoires

### Meilleurs pointeurs
| Joueur           | Équipe                | PJ | B  | A  | Pts |
| ---------------- | --------------------- | -- | -- | -- | --- |
| Toe Blake        | Montréal              | 48 | 24 | 23 | 47  |
| Sweeney Schriner | Americans de New York | 48 | 13 | 31 | 44  |
| Bill Cowley      | Boston                | 34 | 8  | 34 | 42  |
| Clint Smith      | Rangers de New York   | 48 | 21 | 20 | 41  |
| Marty Barry      | Détroit               | 48 | 13 | 28 | 41  |

## Séries éliminatoires

### Tableau récapitulatif
|  | Quarts de finale | Quarts de finale | Quarts de finale | Quarts de finale |   |         | Demi-finales | Demi-finales | Demi-finales | Demi-finales |  |  | Finale | Finale | Finale | Finale |
|  |                  |                  |                  |                  |   |         |              |              |              |              |  |  |        |        |        |        |
|  |                  |                  |                  |                  |   |         |              |              |              |              |  |  |        |        |        |        |
|  |                  |                  |                  |                  |   |         |              |              |              |              |  |  |        |        |        |        |
|  |                  |                  |                  |                  |   |         |              |              |              |              |  |  |        |        |        |        |
|  |                  |                  |                  |                  |   |         |              |              |              |              |  |  |        |        |        |        |
|  |                  |                  |                  |                  |   |         |              |              |              |              |  |  |        |        |        |        |
|  | 1                | Boston           | 4                | 4                |   |         |              |              |              |              |  |  |        |        |        |        |
|  | 1                | Boston           | 4                | 4                |   |         |              |              |              |              |  |  |        |        |        |        |
|  |                  |                  | 2                | R. New York      | 3 | 3       |              |              |              |              |  |  |        |        |        |        |
|  |                  |                  |                  |                  | 3 | 3       |              |              |              |              |  |  |        |        |        |        |
|  |                  |                  |                  |                  |   |         |              |              |              |              |  |  |        |        |        |        |
|  |                  |                  |                  |                  |   |         |              |              |              |              |  |  |        |        |        |        |
|  | 1                | Boston           | 4                | 4                |   |         |              |              |              |              |  |  |        |        |        |        |
|  | 1                | Boston           | 4                | 4                |   |         |              |              |              |              |  |  |        |        |        |        |
|  |                  |                  | 3                | Toronto          | 1 | 1       |              |              |              |              |  |  |        |        |        |        |
|  | 3                | Toronto          | 3                | Toronto          | 1 | 1       | 2            | 2            |              |              |  |  |        |        |        |        |
|  | 3                | Toronto          |                  |                  |   |         |              |              |              |              |  |  |        |        |        |        |
|  | 4                | A. New York      | 0                | 0                |   |         |              |              |              |              |  |  |        |        |        |        |
|  | 4                | A. New York      | 0                | 0                | 3 | Toronto | 2            | 2            |              |              |  |  |        |        |        |        |
|  |                  |                  |                  |                  | 3 | Toronto | 2            | 2            |              |              |  |  |        |        |        |        |
|  |                  |                  | 5                | Détroit          | 1 | 1       |              |              |              |              |  |  |        |        |        |        |
|  | 5                | Détroit          | 5                | Détroit          | 1 | 1       | 2            | 2            |              |              |  |  |        |        |        |        |
|  | 5                | Détroit          |                  |                  |   |         |              | 2            |              |              |  |  |        |        |        |        |
|  | 6                | Montréal         | 1                | 1                |   |         |              |              |              |              |  |  |        |        |        |        |
|  | 6                | Montréal         | 1                | 1                |   |         |              |              |              |              |  |  |        |        |        |        |
|  |                  |                  |                  |                  |   |         |              |              |              |              |  |  |        |        |        |        |

### Finale de Coupe Stanley
Bruins de Boston 4-1 Maple Leafs de Toronto

## Honneurs remis aux joueurs et équipes
| Trophée           | Joueur        | Équipe                |
| ----------------- | ------------- | --------------------- |
| Trophée Calder    | Frank Brimsek | Bruins de Boston      |
| Trophée Hart      | Toe Blake     | Canadiens de Montréal |
| Trophée Lady Byng | Clint Smith   | Rangers de New York   |
| Trophée Vézina    | Frank Brimsek | Bruins de Boston      |

| Trophée                  | Équipe                 |
| ------------------------ | ---------------------- |
| Trophée Prince de Galles | Bruins de Boston       |
| Trophée O'Brien          | Maple Leafs de Toronto |
| Coupe Stanley            | Bruins de Boston       |

### Équipes d'étoiles
| Position       | Première équipe | Première équipe        | Deuxième équipe  | Deuxième équipe        |
| Position       | Joueur          | Équipe                 | Joueur           | Équipe                 |
| -------------- | --------------- | ---------------------- | ---------------- | ---------------------- |
| Gardien de but | Frank Brimsek   | Bruins de Boston       | Earl Robertson   | Americans de New York  |
| Défenseur      | Dit Clapper     | Bruins de Boston       | Art Coulter      | Rangers de New York    |
| Défenseur      | Eddie Shore     | Bruins de Boston       | Earl Seibert     | Black Hawks de Chicago |
| Ailier gauche  | Toe Blake       | Canadiens de Montréal  | Johnny Gottselig | Black Hawks de Chicago |
| Centre         | Syl Apps        | Maple Leafs de Toronto | Neil Colville    | Rangers de New York    |
| Ailier droit   | Gordie Drillon  | Maple Leafs de Toronto | Bobby Bauer      | Bruins de Boston       |